# Topobea maurofernandeziana
Topobea maurofernandeziana är en tvåhjärtbladig växtart som beskrevs av Célestin Alfred Cogniaux. Topobea maurofernandeziana ingår i släktet Topobea och familjen Melastomataceae.
Artens utbredningsområde är Costa Rica. Inga underarter finns listade i Catalogue of Life.